# جودوين أوسي بونسو
جودوين أوسي بونسو (بالإنجليزية: Godwin Osei Bonsu)‏ هو لاعب كرة قدم غاني في مركز الدفاع، ولد في 3 مارس 1989 في أكرا في غانا. شارك مع منتخب غانا لكرة القدم. أما مع النوادي، فقد لعب مع هارتس أوف أوك.

## وصلات خارجية
- جودوين أوسي بونسو على موقع قاعدة بيانات كرة القدم.إي يو (الإنجليزية)
- جودوين أوسي بونسو على موقع Soccerway.com (الإنجليزية)